# 答案之書
《答案之書》是香港女歌手容祖兒的第三十七張個人唱片，第八張全新國語大碟，由英皇娛樂於2018年10月19日推出。專輯以「時間是最好的解答」作為概念，由馮翰銘擔當專輯監制。專輯首發當日在北京舉辦《答案之書》新歌首唱會，並於11月在台北舉行概念音樂會。

## 曲目
| CD       | CD       | CD            | CD                   | CD            | CD            | CD       | CD    |
| 曲序     | 曲目     |               | 作曲                 | 编曲          | 製作人        | 备注     | 时长  |
| -------- | -------- | ------------- | -------------------- | ------------- | ------------- | -------- | ----- |
| 1.       | 優秀     | 吳易緯        | 唐紹崴 王艷薇        | 陶山          | 陶山          |          | 3:37  |
| 2.       | 亞亞亞   | 黃偉文        | 馮翰銘               | 馮翰銘        | 馮翰銘 常石磊 | 第一主打 | 3:03  |
| 3.       | 綁夢     | 魏如萱        | 黃安弘               | 蘇道哲        | 馮翰銘 黃馨   | 第三主打 | 3:20  |
| 4.       | 孤單喧嘩 | 李念和        | 生命樹_小王子        | 龔鈺祺 劉穎嶸 | 謝馨儀 單為明 |          | 4:20  |
| 5.       | 容光     | 吳易緯        | 生命樹_小王子        | 馮翰銘        | 馮翰銘        |          | 4:32  |
| 6.       | 幸福不急 | 葛大為        | 李榮浩               | 郭一凡        | 荒井十一      |          | 3:28  |
| 7.       | 單人遊   | 周耀輝 李俊良 | 楊書榮               | 馮翰銘        | 馮翰銘        |          | 4:07  |
| 8.       | 答案之書 | 李聰          | 何維健 潘嘉麗 Oliver | 馮翰銘        | 馮翰銘 常石磊 | 第四主打 | 4:03  |
| 9.       | 長大     | 朱琳          | 林家謙 鍾舒漫 徐浩   | 馮翰銘        | 馮翰銘 黃馨   | 第二主打 | 3:38  |
| 10.      | 剛好     | 賈立怡        | 賈立怡               | 張晁毓 李達文 | 陳建騏        | 第五主打 | 4:58  |
| 总时长： | 总时长： | 总时长：      | 总时长：             | 总时长：      | 总时长：      | 总时长： | 39:06 |

## 宣傳
- 2018年10月17日（北京）：錄制愛奇藝音樂綜藝節目「中國音樂公告牌」，演唱歌曲〈長大〉，2018年11月26日播出。
- 2018年10月19日（北京）：於北京大隱劇院舉行《答案之書》新歌首唱會，QQ音樂、酷我音樂、酷狗音樂全程直播[1]。
- 2018年10月22日（台北）：錄制「滾石現場 Rock Live」，演唱歌曲〈長大〉。
- 2018年10月23日（台北）：銀河網路電台
- 2018年10月23日（台北）：錄制「娛樂百分百」。
- 2018年10月25日（台北）：舉行《答案之書》概念音樂會記者發布會。
- 2018年10月26日（台北）：錄制網路直播節目「Yahoo TV 佼心食堂」。
- 2018年11月25日（台北）：於永豐 Legacy Taipei 音樂展演空間舉行《答案之書》概念音樂會[2]。
- 2018年12月3日（上海）：於上海交通大學舉行《答案之書》校園巡迴唱談會第一站[3]。
- 2018年12月5日（成都）：於四川傳媒學院舉行《答案之書》校園巡迴唱談會第二站[4]。
- 2018年12月7日（廣州）：於華南理工大學舉行《答案之書》校園巡迴唱談會第三站。
- 2018年12月11日（北京）：於清華大學舉行《答案之書》校園巡迴唱談會第四站。

## 音樂錄影帶
| 曲目次序 | 歌名     | 導演   | 首播日期       | 首播平台          | 連結                        |
| -------- | -------- | ------ | -------------- | ----------------- | --------------------------- |
| 02       | 亞亞亞   | 林炳存 | 2018年10月10日 | 容祖兒YouTube頻道 | 連結                        |
| 09       | 長大     | 陳宏一 | 2018年10月19日 | 容祖兒YouTube頻道 | 連結 （页面存档备份，存于） |
| 03       | 綁夢     | 比爾賈 | 2018年11月13日 | 容祖兒YouTube頻道 | 連結 （页面存档备份，存于） |
| 08       | 答案之書 | 陳映之 | 2018年12月5日  | 容祖兒YouTube頻道 | 連結 （页面存档备份，存于） |
| 10       | 剛好     | 陳宏一 | 2018年12月27日 | 容祖兒YouTube頻道 | 連結                        |
| 04       | 孤單喧嘩 |        | 2019年2月14日  | 容祖兒YouTube頻道 | 連結 （页面存档备份，存于） |

## 專輯派台歌曲成績
| 年份 | 歌曲 | 最高排名 | 最高排名 | 最高排名 | 最高排名 | 最高排名 | 最高排名 | 最高排名 | 最高排名 |
| 年份 | 歌曲 | 903      | 週數     | RTHK     | 週數     | 997      | 週數     | TVB      | 週數     |
| ---- | ---- | -------- | -------- | -------- | -------- | -------- | -------- | -------- | -------- |
| 2018 | 長大 | 9        | 2        | -        | -        | -        | -        | -        | -        |